# How Men Are
How Men Are är ett musikalbum av den brittiska gruppen Heaven 17 från 1984. Den nådde som bäst en 12:e plats på den engelska albumlistan. Musikaliskt förnyade gruppen sig här med framträdande inslag av blåsinstrument i bland annat singelhiten This is Mine och djärva, komplexa arrangemang i den tio minuter långa ...(And that's no lie).

## Låtlista
1. "Five Minutes to Midnight" (3:46)
2. "Sunset Now" (3:35)
3. "This Is Mine" (3:51)
4. "The Fuse" (3:05)
5. "Shame is on the Rocks" (3:59)
6. "The Skin I'm In" (3:46)
7. "Flamedown" (2:59)
8. "Reputation" (3:03)
9. "...(And That's No Lie)" (10:02)
10. "This is Mine (Cinemix)" (8:43) +
11. "...(And That's No Lie) (Re-mixed to Enhance Danceability)" (6:17) +
12. "Counterforce II" (3:08) +
13. "Sunset Now (Extended Version)" (5:21) +

+ Bonusspår på CD-utgåvan 2006.